# Кряково (Ленинградская область)
Кря́ково (фин. Kräkova) — деревня в Большеврудском сельском поселении Волосовского района Ленинградской области.

## История
Впервые упоминается в Писцовой книге Водской пятины 1500 года как деревня Креково в Ястребинском Никольском погосте Копорского уезда.
На карте Ингерманландии А. И. Бергенгейма, составленной по шведским материалам 1676 года, обозначена деревня Krakowa.
На шведской «Генеральной карте провинции Ингерманландии» 1704 года — деревня Kräkova.
Как деревня Канова она обозначена на «Географическом чертеже Ижорской земли» Адриана Шонбека 1705 года.
Упоминается на карте Санкт-Петербургской губернии Ф. Ф. Шуберта 1834 года как деревня Кряково, состоящая из 34 крестьянских дворов.

КРАКОВО — деревня принадлежит бригадиру Самарину, число жителей по ревизии: 126 м. п., 122 ж. п. (1838 год)

На карте Ф. Ф. Шуберта 1844 года, также отмечена деревня Кряково из 34 дворов.
В пояснительном тексте к этнографической карте Санкт-Петербургской губернии П. И. Кёппена 1849 года она записана как деревня Krakowa (Краково, Кряково) и указано количество населяющих её населения на 1848 год: савакотов — 14 м. п., 17 ж. п., всего 31 человек, а также отмечено, что «большинство населения русские».

КРЯКОВО — деревня полковника Крузе, 10 вёрст почтовой, а остальное по просёлочной дороге, число дворов — 30, число душ — 83 м. п. (1856 год)

КРЯКОВО — деревня владельческая при колодце, по левую сторону 1-й Самерской дороги, число дворов — 35, число жителей: 116 м. п., 147 ж. п.; Часовня. (1862 год)

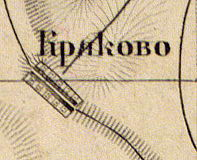
Деревня Кряково на карте 1863 года

В 1863—1865 годах временнообязанные крестьяне деревни выкупили свои земельные наделы у Н. Ф. фон Крузе и стали собственниками земли.
Согласно материалам по статистике народного хозяйства Ямбургского уезда 1887 года имение при селении Крякково площадью 7 десятин принадлежало бывшему дворовому В. Алексееву, имение было приобретено в 1863 году за 300 рублей.
По данным Первой переписи населения Российской империи 1897 года в Кряковском сельском обществе числилась деревня Кряково — 35 дворов, 76 душ и без надела 1 душа.
В конце XIX — начале XX века деревня административно относилась к Яблоницкой волости 1-го стана Ямбургского уезда Санкт-Петербургской губернии. Население деревни было однородным — эстонским.
В 1904 году на хуторах близ деревни проживали 65 эстонских переселенцев.
По данным «Памятной книжки Санкт-Петербургской губернии» за 1905 год отрезом земли от деревни Краково площадью 113 десятин владели ямбургские мещане Март Рейнберг и Ян Никульевич.

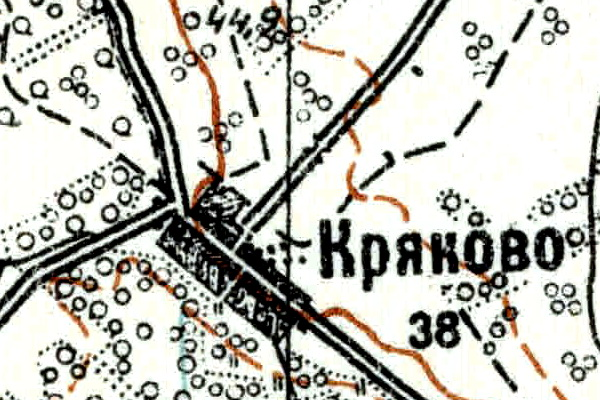
План деревни Кряково. 1915 год

Согласно военно-топографической карте 1915 года деревня насчитывала 38 дворов.
В 1917 году деревня называлась Крякково и входила в состав  Яблоницкой волости Ямбургского уезда.
С 1917 по 1927 год деревня Крякково входила в состав Крякковского сельсовета Молосковицкой волости Кингисеппского уезда.
Согласно данным переписи населения СССР 1926 года в деревне Крякково проживали 115 человек, большинство русские, а также финны и эстонцы.
С августа 1927 года в составе Молосковицкого района.
С 1928 года в составе Морозовского сельсовета. В 1928 году население деревни Крякково также составляло 115 человек.
С 1931 года в составе Волосовского района.
По данным 1933 года деревня Кряково входила в состав Морозовского сельсовета Волосовского района. Кроме неё в составе Морозовского сельсовета находился посёлок Кряково.
Согласно военно-топографической карте РККА 1940 года деревня насчитывала 43 двора.
C 1 августа 1941 года по 31 декабря 1943 года деревня находилась в оккупации.
С 1954 года в составе Курского сельсовета.
С 1963 года в составе Кингисеппского района.
С 1965 года вновь в составе Волосовского района. В 1965 году население деревни Кряково составляло 34 человека.
По данным 1966 года деревня Кряково находилась в составе Курского сельсовета.
По данным 1973 и 1990 годов деревня Кряково находилась в составе Остроговицкого сельсовета.
В 1997 году в деревне Кряково проживал 1 человек, деревня относилась к Остроговицкой волости, в 2002 году — 12 человек (все русские), в 2007 году — 8.
В мае 2019 года деревня вошла в состав Большеврудского сельского поселения.

## География
Деревня находится в западной части района на автодороге 41А-186 (Толмачёво — автодорога «Нарва») в месте примыкания к ней автодороги 41К-047 (Молосковицы — Кряково).
Расстояние до административного центра поселения — 2,6 км.
Расстояние до ближайшей железнодорожной станции Молосковицы — 8,5 км.

## Демография
| 1862 | 2002 | 2007 | 2010 | 2017 |
| ---- | ---- | ---- | ---- | ---- |
| 263  | ↘12  | ↘8   | ↗12  | ↗19  |

### Национальный состав
Согласно данным Всероссийской переписи населения 2021 года в деревне проживали 62 человека, все русские.